# Klaas Gerling

Klaas Gerling (2020)

Klaas Gerling (* 3. Januar 1981 in Köln) ist ein deutscher House-DJ und Musikproduzent, der durch die Produktion des 2008 erschienenen Remix des Liedes Infinity Bekanntheit erlangte.

## Leben
Gerling spielte zunächst Schlagzeug in verschiedenen lokalen Bands. 2006 produzierte er mit Micha Moor seine erste Single Slip & Slide. Später erreichten mit Get Twisted und Confession zwei seiner Veröffentlichungen die Top 5 der Deutschen Dance Charts. Gerling ist auch als Remixer tätig. Darunter auch für die Single Goodbye to Yesterday der No Angels sowie Remixe für Michael Mind Project, Global Deejays und DJ Antoine. Sein Remix für Micha Moors Space hielt sich für mehrere Wochen auf Platz 1, und auch die 2007 erschienene dritte Single The Way stieg auf Platz 2 in die Deutschen Dance Charts ein.
2008 remixte er Infinity von Guru Josh und erreichte in Deutschland Platz 4 der Single-Charts. In Belgien, Frankreich und Polen platzierte sie sich sogar jeweils auf Position 1. Mit seinem Infinity Remix sorgte Klaas international endgültig für Furore. Er erhielt als Produzent der Single mehrere Gold- und Silberauszeichnungen in Deutschland, Großbritannien, Dänemark und Norwegen. Mit 38 Millionen Views innerhalb von sechs Monaten zählt das offizielle Musikvideo auf YouTube zu den Top 45 der bestbewerteten und sogar zu den Top 3 der beliebtesten Videos.
Seine Veröffentlichung Make You Feel platzierte sich direkt nach Veröffentlichung mehrere Wochen in den Top 10 der DDC. Klaas Gerling hat zudem einen Remix für den Welthit I Like to Move It fertiggestellt, der im Herbst 2008 auf Defected Rec. veröffentlicht wurde. Mit einem Remix zu dem Lied What Is Love des aus Trinidad und Tobago stammenden Rapper Haddaway erreichte er erstmals die offiziellen Single-Charts von Deutschland und Österreich. Das Instrumental des Remix zu Infinity verwendete er 2010 ein weiteres Mal, und zwar für den Track How Does It Feel, den er jedoch nicht veröffentlichte, sondern an das Michael Mind Project weitergab. Kurz darauf erschien das Lied Freak in Zusammenarbeit mit dem DJ-Duo Bodybangers und der Sängerin Victoria Kern. Der Song wurde ein weiterer Erfolg und stieg in die Single-Charts mehrerer Länder ein.
2013 arbeitete Klaas Gerling mit der deutschen Sängerin Kim Petras zusammen, woraus die Songs Heartbeat und Flight To Paris resultierten. 
Nachdem er mit eigenen Liedern wie Do What You Do und Hurt Will End sowie mit Remixen für unter anderem die Lieder Only One oder Ready or Not großen Erfolg in der Club-Szene hatte, wechselte er vom Genre House zum derzeit sehr beliebten Big-Room. Der Einstieg in diese Musikrichtung gelang ihm erfolgreich mit dem Track Party Like We’re Animals. Daraufhin bildete er im Jahre 2014 gemeinsam mit dem Schweizer DJ Mazza das Projekt Klaas & Mazza. Ihre Debüt-Single mit dem Titel Ready erschien im Sommer 2014 und gewann schnell an Popularität. Promotet wurde das Lied insbesondere vom niederländischen DJ-Duo Showtek. Die Nachfolger-Single Here We Go wurde ein noch größerer Erfolg und machte das Duo auch außerhalb von Deutschland bekannt. Der Big-Room-Track wurde von den DJs Hardwell, Blasterjaxx sowie in Form eines Mash-Ups mit Find Tomorrow (Ocarina) von Dimitri Vegas & Like Mike gespielt.
In das Jahr 2015 startete Klaas mit der Solosingle Calavera. Auch diese basiert auf einem Electro-House Stil, wobei sich der Drop viel mehr in das Genre Melbourne Bounce einordnen lässt. Im März erschienen zwei weitere Lieder als Single. Zum einen die dritte gemeinsame Single mit Mazza. Sie trägt den Titel Go For It und wurde wie auch Here We Go über „You Love Dance“ veröffentlicht. Parallel erschien auch eine Solo-Single mit dem Namen I Don’t Care. Der Stil basiert im Gegensatz zu seinen bisherigen Tracks auf einem Future-House-Beat.
Im Jahr 2017 gestaltete er seinen Stil kommerzieller und ebenfalls vom Future-House geprägt. Den Anfang machte das Lied Close To You, das auf Spotify rund 24 Millionen Aufrufe erhielt. Love Your Life und Big Words folgten im ähnlichen Stil.
Zehn Jahre nach seinem Remake zu Infinity veröffentlichte er im Jahr 2018 einen weiteren Edit zu einer von Sean Finn neu abgemischten Version des Liedes. Diese erhielt ebenfalls starken Support und konnte sowohl bis auf Platz 10 der deutschen iTunes-Charts vorrücken als auch Elf Millionen Streams bis 2021 auf Spotify erreichen.
Anfang 2019 erreichte er mit einem Remake des Liedes I’ve Been Thinking About You, das durch Zusammenarbeit mit Londonbeat hervorging, Platz 1 der US-amerikanischen Billboard Dance Club Songs sowie die Spitze der Deutschen DJ-Charts (DDP). Zeitgleich erschien die Single Ok Without You, die 2021 schon 35 Millionen Views bei YouTube und 48 Millionen Streams bei Spotify erreichte.
2019 arbeitete er mit der belgischen DJ MATTN zusammen, woraus ein Remake des Liedes Children von Robert Miles aus dem Jahr 1995 resultierte. Mit über aktuell schon über 25 Millionen Streams zählt es auch zu seinen erfolgreichsten Produktionen der letzten Jahre.

## Auszeichnungen und Nominierungen
| Jahr | Auszeichnung | Kategorie       | Werk                   | Resultat  | Quelle |
| ---- | ------------ | --------------- | ---------------------- | --------- | ------ |
| 2023 | Pop Awards   | Song des Jahres | First Girl on the Moon | Nominiert | [ 4 ]  |

## Diskografie (Auswahl)

### Singles
2006:
- Whipe Your Ass
- Get Twisted
- Confession

2007:
- The Way

2008:
- Sexy Girl
- How Does It Feel
- Feel the Love
- Make You Feel

2009:
- What Is Love 2K9 (meets Haddaway)
- Our Own Way
- Better Days

2010:
- How Does It Feel
- Downtown
- It’s My Day
- Freak (mit Bodybangers)

2011:
- I’m Free
- I Like (mit Bodybangers)
- Changes

2012:
- Do What You Do (mit Carlprit)
- Grape / Engelstrommeln
- Wild Beast / Andromeda
- Pulsar / Proton
- Hold This Moment

2013:
- We Are Free
- Flight to Paris (feat. Kim Petras)
- Storm
- Heartbeat (feat. Kim Petras)
- Hurt Will End
- Night to Remember

2014:
- Party like We’re Animals
- Bring Back the Love
- Let Me Hear You Shout
- Here We Go (mit Mazza)
- Calavera
- Ready (mit Mazza)

2015:
- I Don’t Care
- Flash (mit Mike Candys & Mazza)
- The Gallery (We Are One)
- Resurrection (mit Niels van Gogh)
- Go For It (mit Mazza)
- Why (mit Mazza)

2016:
- Far Away (feat. Jelle van Dael)
- Where You At
- Feel (feat. Steve Noble)
- Hungover by a Dream (feat. Lorela)

2017:
- Riot
- Alle Tiders
- New World
- Don’t Talk
- Together
- Cintura
- Close to You

2018:
- Love Your Life
- Big Words
- Get Down
- Orca (mit Diego Miranda & Mazza)
- Pretender
- Ok Without You

2019:
- Figure Out
- I’ve Been Thinking About You (mit Londonbeat)
- Don’t Wanna Grow Up
- Lovløs
- Someone Like You
- Children (mit MATTN & Roland Clark)
- Over & Done
- Call Me When You Need Me
- When We Were Still Young
- Money
- Good Girls Gone Wild

2020:
- Fighter
- Wonderful Days (mit Tony Ronald)
- Mr. Saxobeat
- Indestructible
- ROAR
- Big Girls Don't Cry
- Sweet Dreams
- In My Head (feat. Emmie Lee)
- Push The Feeling On
- Joli Garcon
- How Far Can We Go
- Fever
- Won't Run Away
- The Logical Song (mit MATTN)

2021:
- Flashdance, What a Feeling (feat. Emmie Lee)
- Hot N Cold (mit Moodygee)
- Can't Wait
- No Superstar
- Sun Is Up (feat. Emmie Lee)
- Running (mit Harris & Ford)
- Daylight (mit Jona Selle)
- Take My Hand
- Don't Leave Me This Way (mit Moodygee)
- Feel Only Love (mit Mister Ruiz)
- Heroes (feat. Emmie Lee)
- Out Of My Mind (mit Jona Selle)
- Godzilla (mit Mister Ruiz)
- Second Life
- Hello (Turn Your Radio On)
- Crazy Times (mit Jona Selle)
- Already Gone (mit Mister Ruiz)
- Thank You and Good Night (mit Frederik Lestrange)
- Cambodia (mit Semitoo)
- Hymn
- Cross My Heart (feat. Emmie Lee)

2022:
- Dead or Alive
- Shine a Light
- Read My Mind
- First Girl on the Moon
- Atlantis
- Fiesta Loca
- Gravity
- Elevator
- Chase
- Wishing Well

2023:
- Into The Groove
- Look Into My Eyes
- Friday On My Mind
- Wildfire
- A Place In The Dark
- Dance On Jupiter
- Insomnia Eyes
- By The Lake
- Night Is Dark
- Das Boot
- Amaze Me
- I Got A Feeling
- Black Light
- Ghost
- Fade Into My Arms
- Tu Es Foutu
- Fable
- Disconnected
- Colors
- Rapture
- Paradigm
- Wicked Game
- Brave Heart

2024:
- Weekend
- Paradise
- Mirage
- Fire
- Another Love
- Conquest Of Paradise
- Drive It Like You Stole It
- Blame It On My Heart
- Nature's Law
- Neverending Story
- The Night We Met
- Clock
- Adagio For Strings
- Parallel Lines
- Silence
- Rave On Mars
- Peaceful Place
- 7 Days
- The Only Drug I Need
- I Promised Myself (Techno)
- Not Going Home
- Tell Me How You Feel
- Chewing Gum

2025:
- Such a Shame
- Crockett's Theme
- Win This Fight
- Golden Years
- Nothing Compares 2 U
- Better Off Alone
- Aelora

### Remixe
2007:
- DJ Antoine – This Time (Klaas Remix)
- Antoine Clamaran & Mario Ochoa – Give Some Love (Klaas Remix) / (Pool e Music)
- Global Deejays feat. Rozalla – Everybody’s Free (Klaas Remix)
- Attack Attack! – Set the Sun (Klaas Mix)

2008:
- Guru Josh Project – Infinity 2008 (Klaas Remix)
- Junior Caldera – Sleeping Satellite (Klaas Mix) / (Universal France)
- Jean Elan – Where’s Your Head At (Klaas Remix)
- Fragma – Memory (Klaas Vocal Club Mix)

2009:
- Danny-S – Keep Me Hanging On (Klaas Remix)
- Greg Cerrone – Invincible (Klaas Remix)
- Greg Cerrone – Pilling Me (Klaas Remix)
- Reel 2 Real – I Like to Move It (Klaas Mix) / (Strictly Rhythm UK)

2010:
- Velile & Safri Duo – Helele (Klaas Video Mix)
- Jasper Forks – River Flows in You (Klaas Radio Mix)
- Stromae – House’llelujah (Klaas Remix)

2011:
- Michael Mind – Ride Like the Wind (Klaas Remix)
- Lissat & Voltaxx – Young and Beautiful (Klaas & Micha Moor Remix) / (Scream and Shout)
- Jessy Matador – Bomba (Klaas Remix)
- Lou Bega – This Is Ska (Klaas Remix)
- Remady feat. Manu-L – The Way We Are (Klaas Club Mix)
- Alesha Dixon – Radio (Klaas Remix)
- Gala – Freed from Desire (Klaas Club/Radio)

2013:
- R.I.O. – Ready or Not (Klaas Remix)
- DJ Antoine – To the People (Klaas Remix)
- Rene Rodrigezz & Dipl.Inch – Only One (Klaas Mix)
- Van Snyder & DJ D.M.H – This World (Klaas Remix)

2014:
- Mazza – Summer (Klaas Dub Mix)

2015:
- Sean Finn – Explode (Klaas Mix Edit)
- Dimitri Vegas & Like Mike feat. Wolfpack - Ocarina (Klaas & Mazza Remix)

2016:
- Calmani & Grey - Silver Surfer 2016 (Klaas Remix)
- Mazza feat. Ariel Morer – Lift Me Up (Klaas Mix)
- Mattn & Futuristic Polar Bears – Cafe Del Mar 2016 (Dimitri Vegas & Like Mike vs Klaas Remix)
- Newclaess – Feel Alive (Klaas Remix)
- Martin Van Lectro – Never Know (Klaas Remix)

2017:
- Mazza feat. Tenashar – Found Love (Klaas Remix)
- Higheffect feat. Silvia Dias - Sweet Dreams (Klaas Remix)
- DJane Housekat – The One (Klaas Remix)

2018:
- Sean Finn X Guru Josh – Infinity 2018 (Klaas Remix)

2019:
- Magnus – Do Not Cry (Klaas Remix)
- Londonbeat – Summer (Klaas Remix)
- liquidfive - Dance Away (Klaas Remix)

2020:
- Mauro Picotto - Komodo (Save a Soul) (Klaas Remix)
- The Weather Girls - It's Raining Men (Klaas Remix)
- Mazza & Matthew Taza - Dolce Vita (Klaas Remix)
- Flaremode - Genie in a Bottle (Klaas Original Edit)
- Dimitri Vegas & Like Mike X Quintino - The Chase (Klaas & MATTN Remix)

2021:
- Mazza - Smalltown Boy (Klaas Mix)
- One Path & Jimmy Gold - One Path (Klaas Remix)
- Adam Bü & Moodygee X Sandra Hesch - Tik Tok (Klaas Remix)
- Anna-Sophie - Down (Klaas Remix)
- Scotty - Take Me Away (Klaas Remix)
- DJ Bouchenka - Love Parade (Klaas Remix)
- Luca Debonaire - Love Song (Klaas Remix)
- Cascada & Trans-X - One Last Dance (Klaas Remix)
- Mazza & Sary - Bang Bang (Klaas Remix)
- Semitoo - Wouldn't It Be Good (Klaas Remix)
- Semitoo X Marc Korn X Phil Praise - Clarity (Klaas Remix)
- Chris Burne & Audiosonik - Bad Girl (Klaas Edit)
- Gyrlie - Lover Gyrl (Klaas Remix)

2022:
- Mazza - I Feel Love (Klaas Remix)
- BIGMOO X Adrian Fyrla - Lethal (Klaas Edit)
- Glasi - Age of 27 (Klaas Remix)